# Tommy Mollet
Tommy Mollet (* 29. März 1979 in Tilburg) ist ein niederländischer Taekwondoin. Er startet im Leicht- und Weltergewicht.
Seinen ersten Erfolg errang Mollet mit dem Junioreneuropameistertitel im Jahr 1998. Im Erwachsenenbereich gewann er seit 2002 bei fünf Europameisterschaften in Folge eine Medaille, 2002 in Samsun und 2004 in Lillehammer Bronze, 2005 in Riga Silber und 2006 in Bonn und 2008 in Rom erneut Bronze. Die erfolgreichste Weltmeisterschaft bestritt Mollet 2007 in Peking, wo er ins Halbfinale einzog und Bronze gewann. Nach mehreren Titelkämpfen, in denen Mollet früh ausschied, kehrte er bei der Europameisterschaft 2012 in Manchester in die Erfolgsspur zurück und gewann eine Bronzemedaille. Mollet startete erstmals in der Gewichtsklasse bis 80 Kilogramm.
Mollet erreichte im Januar 2012 beim europäischen Olympiaqualifikationsturnier in Kasan in der Gewichtsklasse bis 80 Kilogramm das Finale und qualifizierte sich für die Olympischen Spiele 2012 in London.